# On Thorns I Lay
On Thorns I Lay est un groupe grec de death-doom et metal gothique, originaire d'Athènes. Formé en 1992, ils commencent leur carrière sous le nom de Paralysis (1992–1993) puis de Phlebotomy (1993–1994), avant de prendre le nom définitif de On Thorns I Lay en 1994, le groupe connait un certain succès à la fin des années 1990 avec leurs albums Orama et Crystal Tears. Particularité notable du groupe, c'est que leurs leaders conduisent leur carrière musicale en parallèle de leur professions de médecins spécialistes. 
En termes de style, le groupe, étant très éclectique en termes d'inspirations, est passé par différentes facettes stylistiques au fil de sa carrière, commençant par le brutal death metal dans ses premiers jours, puis passant à un style symphonique de death doom blackened avec leur premier EP sous le nom de Phlebotomy, pour ensuite embrasser le doom-death atmosphérique dans leurs premiers albums et le metal gothique plus tard avec leurs albums suivants. On Thorns I Lay fait partie à cet égard des groupes de la première grande vague de doom gothique (aux côtés de Theatre of Tragedy, Tristania et The Sins of Thy Beloved) qui a systématisé le principe de voix contrastantes connu sous le nom de style de la « Belle et la bête » devenu populaire à la fin des années 1990. Ils se sont ensuite au début des années 2000, vers un style de rock-metal plus épuré, dépressif et introspectif.
Le groupe fait une pause en 2006, pendant près de dix ans. Ils se réunissent en 2015 et reviennent progressivement au style doom-death de leurs débuts. Ils sortent quatre albums depuis leur réunion, le dernier en date étant sorti en octobre 2023. Il est à noter que le groupe a connu une séparation en 2021-2022. Plusieurs de ses membres, dont le chanteur, le guitariste et l'ancien batteur, ont quitté le groupe pour reformer leur formation originale, Phlebotomy, réactivant ainsi une incarnation précédente du groupe sous laquelle ils ont également sorti un disque en 2023. Au fil des ans, le groupe a joué en Grèce et en Europe aux côtés de Dream Theater, In Flames, Anathema, Amorphis, Katatonia, Tiamat, The Gathering, Satyricon, Septicflesh et bien d'autres.

## Histoire

### Débuts (1992–1997)
Le groupe est formé en 1992 sous le nom de Paralysis, en même temps que leurs collègues Rotting Christ, Septicflesh, Necromantia, et Nightfall. Ils commencent à se faire un nom dans la scène locale et underground de l'époque. Le groupe, composé de trois membres à l'époque, jouait dans le style du death metal brutal. Ils ont enregistré une démo sous ce nom, intitulée Beyond Chaos,. Étant donné qu'un autre groupe néerlandais portait le même nom. 
Le groupe préfère changer de nom pour Phlebotomy en 1993, en référence à la pratique médicale de la saignée, qui semblait appropriée pour la musique qu'ils jouaient. Le groupe élargit alors ses rangs, devenant un quintette qui ajoute deux nouveaux membres, Andreas Bereris et Tolis. Sous ce nom, ils enregistrent deux promos et un EP, intitulé Dawn of Grief, qui connuait un certain succès pour une démo et s'est vendu à près de 2 000 exemplaires. Leur disque explore une forme de doom-death atmosphérique avec des éléments symphoniques et des ambiances occultes, enrichi de voix féminines éthérées et de voix graves brutales, inspiré par le son des premiers albums de groupes comme Celestial Season, The Gathering, et d'autres. Avec le temps, leur style évolue, et ils ressentent le besoin de changer de nom à nouveau, cette fois pour On Thorns I Lay (1994). Le terme provient d'une citation de Shakespeare et est suggéré par Efthimis Karadimas, le chanteur du groupe grec Nightfall,. En 1994, le groupe sort une nouvelle démo intitulée Voluptuous, qui attirera l'attention du label français Holy Records et lui permettra de signer un contrat. Cela leur donne l'occasion produire leur tout premier album, Sounds of Beautiful Experience (1995) qui a été enregistré au studio Storm L'album comprend plusieurs de leurs chansons précédentes écrites pour leurs démos, avec de nouveaux arrangements qui correspondent au style en évolution du groupe. Il se caractérise par un doom-death atmosphérique et expérimental avec des influences de black metal, de cold wave et une touche symphonique. Avec cet album, le groupe s'est vu associer à la scène metal avant-gardiste extrême des années 1990 en raison de son caractère expérimental et diversifié. Le guitariste et principal compositeur le décrit simplement comme un album de death metal avec de nombreuses parties atmosphériques et une touche expérimentale.

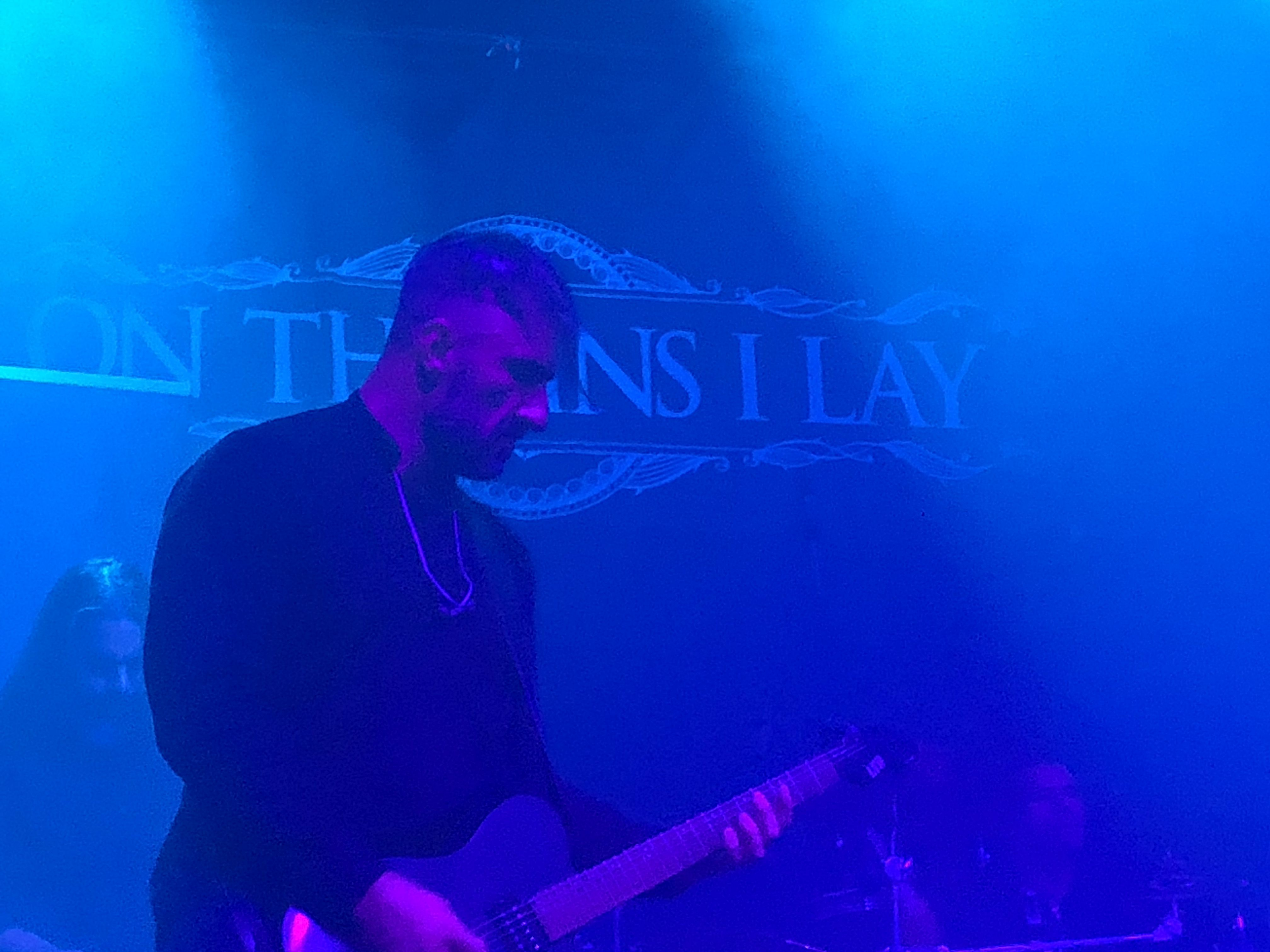
Chris Dragmestianos, guitariste fondateur et principal compositeur d'On Thorns I Lay, ici à Athènes en décembre 2023 lors d'un concert avec Paradise Lost

L'album suivant, Orama, est enregistré au Passion Studio et sort en novembre 1997. Marqué par l'influence croissante de groupes de doom-death comme My Dying Bride, Anathema, et Paradise Lost, il marque une évolution nette dans son orientation esthétique, avec en particulier l'usage du dispositif de voix contrastées dit de la « Belle et la Bête ». Le groupe y introduit un chant guttural très profond, qui vient contraster les mélopées orientales et éthérées de la chanteuse Georgia Grammaticos. Leur musique y combine les influences du death-doom, du gothic metal et des nappes atmosphériques. En termes d'approche esthétique, l'album entend planter une atmosphère océanique et nostalgique lié au thème récurrent de l'Atlantide. L'album est bien accueilli par la presse, notant l'évolution importante du groupe. Ainsi dans une de ses chroniques de l'époque, le journaliste Nicolas Radegout remarque: « Après deux années d'absence, les grecs d'On Thorns I Lay proposent leur deuxième album. Si leur premier essai n'avait pas réellement convaincu, Orama se fait plus séduisant. Leur death atmosphérique a considérablement gagné en maturité et on ressent que chaque composition fait l'objet d'une réflexion avancée. Tout semble avoir été soigneusement pesé et soupesé. Le mélange soprano chant death fonctionne bien, les guitares sont cristallines de sorte que les mélodies sont mises en valeur et les claviers parachèvent de créer les ambiances. Tout concourt à évoquer, dans une rêverie brumeuse, le mythe de l’Atlantide. Bref, du death metal atmosphérique dans ses plus beaux apparats. »
Pendant cette période, le groupe enregistre également une chanson pour la compilation Holy Bible de leur label intitulée les Lyries of Eoulous et une reprise de True Belief de Paradise Lost pour l'album hommage As We Die for Paradise Lost.

### Période Roumaine (1998–2002)
À la fin des années 1990, les membres fondateurs du groupe, quittent leur pays natal pour faire leurs études de médecine en Roumanie. Le bassiste explique qu'ils ont fait ce choix, parce que le système universitaire en Grèce est très compliqué pour s'y inscrire. Ce qui explique, selon lui, que beaucoup de jeunes grecs partent à Bucarest pour faire leurs études. Ils sont donc obligés de se séparer de leur batteur Fotis et de la chanteuse Georgia Grammaticos. Leur clavieriste Roula Mammalis, petite amie du guitariste Chris, pour sa part avait quitté le groupe à la suite de leur rupture.
Sur place, ils sympathisent avec des groupes locaux, notamment le groupe de doom-death roumain, GOD -the Barbarian Horde. Ils recruteront plusieurs de leurs membres pour l'enregistrement de leur nouvel album : Andrei (Andrew) Olaru (batterie), Elena Doroftei (alto) et sa sœur Ionna Doroftei (claviers), tous originaires d'une ville de Moldavie, Iași, et tous trois étudiants à la faculté de musique de Roumanie avec une formation classique. Le groupe considère que ces trois musiciens leur ont « apporté une bouffée d'air frais, une sorte de renaissance » en ce que cette combinaison permet de marier « les influences grecques orientales et celles mélancoliques, apportées par le piano et l'alto de Roumanie ». Outre les performances des sœurs Helena et Ionna Doroftei et du batteur Andrew Olaru, ils font appel aux services de la chanteuse de jazz Marcela Buruiana qui marquera les disques de sa voix douce, angélique et mélancolique. L'année 1999 marque un nouveau tournant stylistique, le groupe sort son nouvel album intitulé Crystal Tears. Le groupe y délaisse les influences doom-death pour jouer une forme de metal gothique plus atmosphérique, introspectif et mélancolique. Le groupe disant être alors influencé par le son de Lacuna Coil et Celestial Season. Le but étant d'écrire « une musique plus simple, mais plus triste que jamais. Les parties d'alto et les voix féminines vous submergent de désespoir ». Pour cet albums, ils en profitent pour réenregistrer une des chansons de leur premier album (1995), qui étaient parmi les favorites des fans, « All is Silent » selon les dires du chanteur et bassiste. Comme il l'explique, le groupe était quelque peu frustré de la production jugée horrible de Sounds of Beautiful Experience, ils ont donc souhaité en refaire une nouvelle version en y intégrant des parties d'alto et du chant féminin.
En 2000, ils recrutent une autre vocaliste, Claudia J, qui partagera les parties vocales féminines avec celle de Marcella Buruiana pour l'album Future Narcotic. Mais elle quittera le groupe l'année suivante tout comme leur batteur Evan, car ils ne souhaitent pas suivre le groupe qui compte retourner en Grèce après leurs études. L'album Future Narcotic reste dans la lignée de Crystal Tears, mais ajoute certaines influences expérimentales et ambiant.
Quelque temps après la sortie de l'album, le groupe disposant de sept titres qu'ils avaient enregistré pour Future Narcotics, mais qu'ils n'avaient finalement gardé pour l'album, envisage de leur sortir sous la forme d'un mini-cd. Le label Holy Records se montre réticente et préfère au contraire les inclure sous une nouvelle edition étendue de Future Narcotics en dépit des réserves du groupe mal à l'aise à l'idée de refaire payer les fans pour une partie de titres qu'ils disposent déjà.
En 2002, avec Angel Dust, le groupe revient à une approche plus dépouillée et adopte un style plus rock et rapide, tout gardant une approche atmosphérique marquée par l'influence de Katatonia. Leur musique garde toujours certaines inflexions gothiques avec les incursions plus rares de la voix féminine de Buruiana. À la fin de leurs études ils sont revenus s'installer en Grèce peu après avoir réalisé l'album Angeldust (2001). Le retour en Grèce permet au groupe de pouvoir s'appuyer sur une formation stable.

### Egocentricet pause (2003–2010)
En 2003, ils publient leur sixième album, Egocentric, au label Black Lotus Records,. L'album marque une nouvelle direction stylistique où l'influence de Katatonia s'avère encore plus prégnante,. Le chant féminin y est quasiment absent. Dans cet album le bassiste Kintzoglou laisse la place du chant à Minas. Leur profession de médecins ne leur permettant pas d'assurer de tournée, ils se contentent seulement quelques concerts dans des festivals,.
En mai 2003, le groupe annonce sur son site le recrutement d'une nouvelle chanteuse, Maxi Nil, pour la préparation d'un nouvel album. Precious Silence est enregistré entre 2003 et 2004. Mais le groupe se trouve dans une période de doute et d'incertitude . Ils ont le sentiment d'avoir perdu leur identité. Ils ne finissent pas la production de l'album. À partir de 2005, le groupe ne donne plus signe de vie, et leur site web n'est plus en ligne. Le guitariste révèle a posteriori qu'ils se sont séparés en 2006, lorsque le guitariste déménage en Suède en rapport avec son activité professionnelle. À la suite de la liquidation de leur ancien label Black Lotus, ils signent un contrat avec le label Sleaszy Records. Mais  Le label Sleazy Records annonce toutefois en 2007 le nom d'un nouvel album sans suite concrète. Le groupe reste en sommeil jusqu'en 2011.

### Réunion et retour au doom-death (depuis 2011)

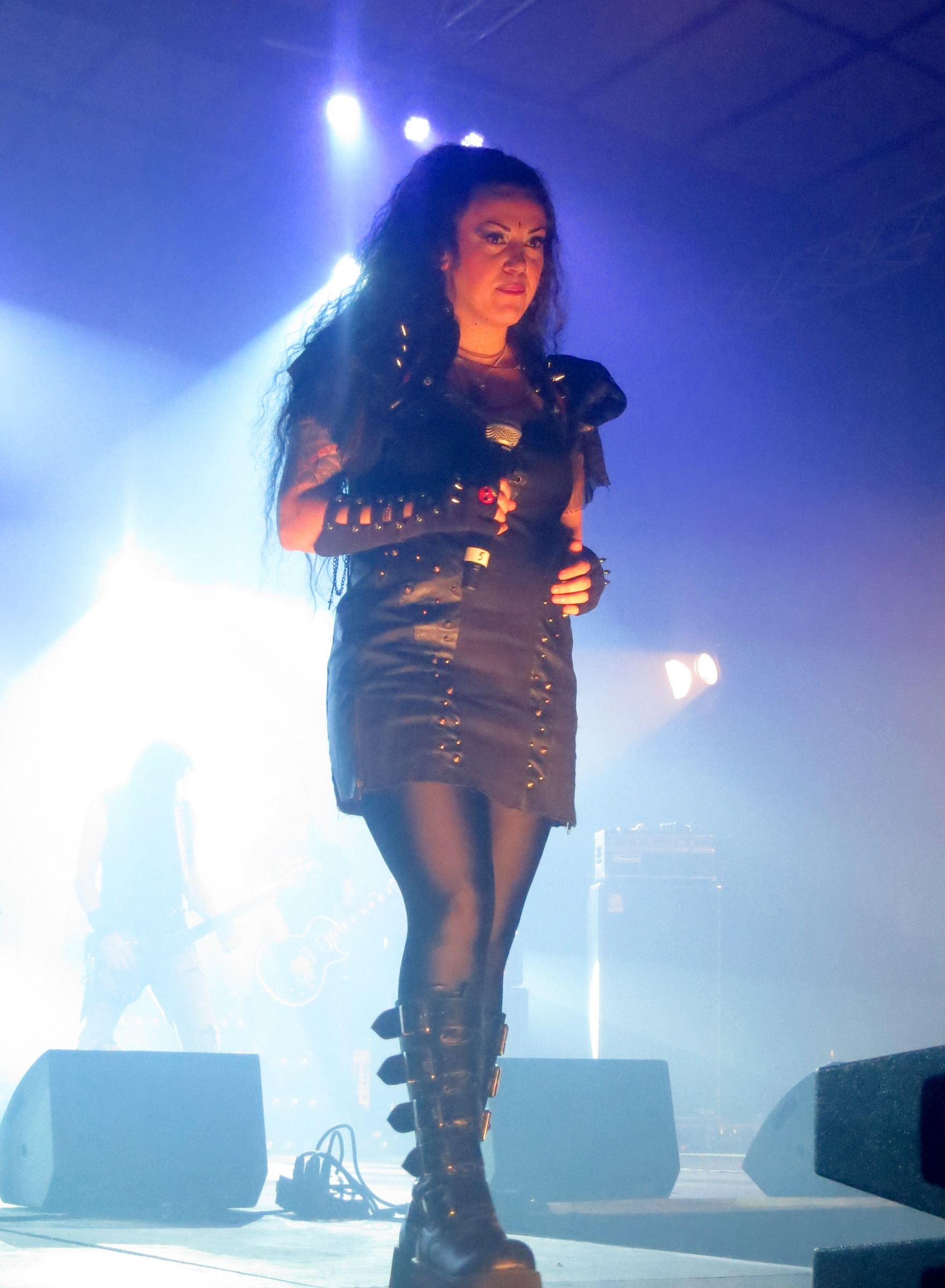
L'ancienne chanteuse, Maxi Nil, en 2013.

En 2011, le groupe finalise son dernier album en collaboration avec la chanteuse Maxi Nil, ils ont un nouveau label Blackscaped, leurs albums sont de nouveau disponibles à la vente. En 2012, le groupe décide de mettre en ligne, leur album enregistré en 2004 mais jamais sorti. Au début de 2015, le groupe annonce sur sa page Facebook la sortie prochaine de son nouvel album, qui comprendra neuf chansons, dont certaines inédites qui ont été enregistrées pour leur précédent album, Precious Silence. Il marque un retour à leurs racines death-doom. À la fin de 2015, le groupe sort son nouvel album, Eternal Silence,. Ce n'est pas à proprement parler un nouvel album, puisqu'il est constitué essentiellement des chansons de Precious Silence remaniées avec différents edits, arrangements et mix. Le groupe, en effet, tandis qu'il est déjà en train de composer les titres de leur prochain album Aegean Sorrow, décide de remixer les pistes de l'album qu'ils avaient enregistré en 2004 mais jamais sorti. L'album est l'occasion pour le groupe de remettre le pied à l'étrier et d'aboutir un projet qu'ils avaient initialement abandonné.
Ce n'est qu'en 2018 que le groupe crée de nouvelles chansons pour un tout nouvel album Aegean Sorrow qui renoue davantage encore avec le style death-doom de leurs premiers disques, délaissant la touche gothique encore présente sur leur précédent album. Ce retour aux sources se prolonge avec l'album Threnos sorti en 2020, album sombre plongeant davantage dans les atmosphères lugubres de Aegean Sorrow. La thématique de l'album est cette fois centrée sur des éléments de la mythologie grecque comme toile de fond. C'est un élément de leur patrimoine avec lequel ils ont grandi et qui les a inspiré. Sur le fond, cette thématique sert d'arrière-plan à l'exploration d'interrogations métaphysiques. L'auteur Stephanos Kintzoglou a conçu la trame narrative des textes : « comme un périple de l'âme humaine, de la naissance à la mort. Il décrit les chemins sombres que l'on traverse. On s'est inspirés de l'art de nos ancêtres, quelques milliers d'années auparavant, la tragédie grecque, les drames, les poèmes, etc. »
En décembre 2021, tandis que le groupe est en cours d'enregistrement du prochain album censé sortir en 2023, il est annoncé que le chanteur (et ancien bassiste) et membre fondateur du groupe, Stefanos Kintzoglou quitte le groupe pour des raisons personnelles. Ce dernier reforme Phlebotomy avec deux anciens membres Akis et Fotis qui avaient eux aussi le navire quelque temps auparavant aussi. Phlebotomy, était l'ancienne incarnation de On Thorns I Lay dans les années 1990, sous le nom duquel ils avaient publié leur premier EP. En mars 2023, la nouvelle formation réédite ce premier EP remasterisé sous le titre de From Golgotha We Rise, en attendant la sortie de leur premier album plus tard dans l'année. Le groupe On Thorns I Lay quant à lui recrute le chanteur, Peter “Invoker” Miliadis pour enregistrer leur nouvel album. Il assurera aussi les parties de basse live. Le guitariste Nikolas Perlepe rejoint les rangs du groupe pour assurer le poste de guitariste lead laissé vacant depuis le départ d'Akis. En décembre 2022, ils assurent une mini-tournée dans les baltiques aux côtés de Rotting Christ. Toujours en 2023, le groupe signe un deal avec le label français Season of Mist. La sortie de l'album qu'ils avaient enregistré en 2021 est annoncé pour une sortie le 13 octobre 2023 sous le titre éponyme de On Thorns I Lay, avec la sortie du clip promotionnel du titre Newborn Skies le 26 juillet 2023.

## Style musical
Le groupe se caractérise par une évolution stylistique continuelle. Il reste difficile de les classer dans un genre précis. Leur disques les plus populaires étant leur période metal gothiqueOfficiant à ses débuts dans un style proche brutal death metal, ils évoluèrent avec leur premier album vers une forme de doom death atmosphérique teinté de black metal, leur musique s'est peu à peu acheminée vers un style de gothic doom death atmosphérique mettant en valeur des ambiances mélancoliques et océaniques, où alternent, à la manière de Theatre of Tragedy (en 1997), des voix masculines en death grunt et des voix féminines angéliques. Le groupe participa à l'essor et la popularisation de l'esthétique dite de la « Belle et la bête » au cours des années 1990, comme l'observe Alberola dans son livre les Belles et les bêtes : « Réunis en 1992, les Grecs d'On Thorns I Lay (avec les chanteuses successives Georgia Grammaticos, Roula, Marcela Buruiana, Claudia J et Maxi Nil, mais aussi les sœurs Helena et Ionna Doroftei respectivement pianistes et altistes) jouissent aussi d'une belle côte chez les connaisseurs, grâce notamment à Crystal Tears (1999). »
Leur musique continue à évoluer, se débarrassant progressivement des vocaux en grunt (1999), et limitant les voix féminines (2001–2003) pour finalement jouer une sorte de rock atmosphérique influencé par Katatonia avec l'album Egocentric (2003). En 2003, le groupe réintègre finalement une voix féminine (Maxi Nil) à part entière, et annonçait vouloir développer une esthétique à mi-chemin entre le metal gothique d'antan et le rock atmosphérique de leur dernier album. Le groupe a écrit et enregistré un album avec cette chanteuse, mais celui-ci n'est toujours pas sorti à l'heure actuelle (2013) à cause de problèmes de label. Toutefois, deux de ses titres sont mis en ligne sur le site officiel du groupe en 2004. Depuis le groupe a mis librement à disposition les chansons de l'album sur internet. La sortie de l'album Eternal Silence (2015) qui reprend plusieurs titres de Precious Silence marque un retour vers une forme de doom death gothique atmosphérique à mi-chemin entre le style de l'album Orama (pour l'esthétique de la belle et la bête, et les guitares lourdement amplifiées) et Crystal Tears (pour ses atmosphères mélancoliques et sombres ainsi que ses arrangements pour piano et alto), très proche dans ses atmosphères lugubres et nostalgiques de la musique de Draconian.
L'album Aegean Sorrow sorti en 2018 renoue davantage avec le style Doom-Death de l'album Orama avec une atmosphère plus sombre. Le line up ne fait pas appel à un chant féminin pour cet album. Les parties vocales sont entièrement assurées par Stefanos Kintzoglou, qui a délaissé la basse pour se concentrer exclusivement sur le chant.
L'album Threnos sorti en 2020 continue dans la même direction doom-death atmosphérique que le précédent album, avec une thématique plus spécialement centrée sur différents éléments de la mythologie grecque antique, notamment l'odyssée.

## Membres

### Membres actuels
- Peter/Petros Miliadis - chant (depuis fin 2021) et basse en 2022
- Chris Dragmestianos - guitare, claviers (depuis 1992)
- Nikolas Perlepe - guitares (depuis 2022)
- Antonis Venturis - claviers (depuis 2003)
- Kostas Mexi - Basse (depuis 2023)

### Musiciens de session
- Georgia Grammaticos/Grammaticoù - voix féminines angéliques (1996-1997)
- Marcela Buruiana - voix féminines angéliques (1999–2003)
- Marius - voix
- Thanazis Hatzaiagapis - guitare
- Alex Papadiamantis - Violon (depuis 2020)

### Anciens membres
- Stelios Darakis - batterie (depuis 2019-2025)
- Stefanos Kintzoglou - basse(1992-2017), chant (1992-2001; 2004-2021)
- Filippos Koliopanos - guitares (2020-2022)
- Giannis Koskinas - bass (2020-2022)
- Fotis Hondroudakis- batterie (1995–1997, 2003-2019)
- Akis Pastras (guitare) (2015-2020)
- Maxi Nil - chant féminin (2004-2015)
- Minas Ganeau - guitare, chant (2002-2012)
- Elena Doroftei - alto (1999–2002)
- Claudia J. - chant féminin (2000–2001)
- Evans M. - batterie (2000-2001)
- Roula Mammalis - claviers, chant féminin (1997-1998)
- Ionna Doroftei - claviers (1999,2001-2002)
- Mihail Coran - claviers (2000-2001)
- Michael Knoflach - basse
- Jim Ramses - basse (1995)
- Andrew Olaru - batterie (1999)

## Discographie
- 1993 : Dawn of Grief (EP sous le nom Phlebotomy) réédité sous le titre de From Golgotha We Rise en 2023
- 1995 : Sounds of Beautiful Experience
- 1997 : Orama
- 1999 : Crystal Tears
- 2000 : Future Narcotic
- 2002 : Angeldust
- 2003 : Egocentric
- 2004 : Precious Silence (album inédit non distribué, mais que le groupe avait librement mis à disposition sur internet)
- 2015 : Eternal Silence
- 2018 : Aegean Sorrow
- 2020 : Threnos
- 2023 : On Thorns I Lay (à paraître en octobre 2023)[27]